# Vinland Saga (mangá)
Vinland Saga (japonês: ヴィンランド･サガ, Hepburn: Vinrando Saga) é uma série de mangá japonesa escrita e ilustrada por Makoto Yukimura. Os capítulos da série foram serializados pela primeira vez na revista semanal Weekly Shōnen Magazine antes de começarem a serem serializados na revista mensal Afternoon, e os capítulos são compilados e publicados em volumes de formato tankōbon pela editora Kodansha. No Brasil, a série é licenciada e publicada pela editora Panini Comics.
O título, Vinland Saga, seria uma associação com Vinlândia como descrito em duas sagas nórdicas. Vinland Saga é, entretanto, ambientado na região de Danelaw no início do século XI, e mostra os invasores dinamarqueses da Inglaterra comumente conhecidos como vikings. A história combina uma dramatização do rei Canuto, o Grande em ascensão histórica ao poder com uma trama de vingança centrada no explorador histórico Thorfinn, o filho de um ex-guerreiro assassinado. A apresentação e estilo da série tem sido comparado pelos críticos para os segmentos de forma mais realista aterrada do mangá clássico de Kentaro Miura, Berserk.

## Produção
Vinland Saga começou a serialização em abril de 2005, na revista semanal shōnen Weekly Shōnen Magazine da editora Kodansha, onde foi serializado até outubro do mesmo ano. Em seguida, o mangá entrou em um hiato de dois meses, retomando a serialização no final de dezembro de 2005 na revista mensal seinen Afternoon, também de propriedade da Kodansha. Esta mudança foi causada pelo autor Makoto Yukimura, que descobriu que não se poderia manter num cronograma de produção semanal de longo prazo.
Em uma entrevista de janeiro de 2008, Yukimura revelou que ele se inspirou para entrar na indústria de mangás através da leitura do mangá Fist of the North Star quando era um menino. Na mesma entrevista, disse que sempre quis produzir uma série que refletia os mesmos temas de "força e justiça". Ele tem usado ocasionalmente capítulos omakes e outros materiais complementares para comentar sobre a produção de Vinland Saga. No segundo volume, o capítulo omake é sobre uma viagem de pesquisa que Yukimura fez à Islândia em 2003, antes de iniciar a série. Na seção de comentários do autor nos volumes primeiro e terceiro ambos discutem o desejo de Yukimura para conhecer e retratar a vida diária dos viquingues, além de suas guerras e os eventos de crônicas históricas. Yukimura é auxiliado na elaboração de Vinland Saga por quatro assistentes conhecidos: Haito Kumagai, Kazuoki Suzuki, Tomoyuki Takami, e Daiju Watanabe.

## Mangá
Vinland Saga é escrito e ilustrado por Makoto Yukimura. Os capítulos começaram a serem serializados na revista semanal shōnen Weekly Shōnen Magazine. Em dezembro de 2005, o mangá mudou-se à revista mensal seinen Afternoon. Os capítulos individuais são compilados em volumes em formato tankōbon e publicados pela editora Kodansha. Os dois primeiros volumes foram inicialmente lançados sob o selo Weekly Shonen, e depois reeditado sob o selo Afternoon após a mudança na serialização. As reimpressões do mangá na Afternoon apresentaram um novo design e as capas foram redesenhadas. Apesar da variação do número de capítulos compilados em cada volume, o total de páginas são todas mais ou menos a mesma, por volta de 215 páginas por volume.
No Brasil, é licenciado e publicado desde fevereiro de 2014 pela editora Panini Comics.

## Recepção
Vinland Saga tem sido bem sucedido comercialmente no Japão, com vendas estimadas de 1,2 milhão de cópias dos cinco primeiros volumes a partir de junho de 2008, e vários volumes apareceram na Taiyosha no top dez da lista de mangás mais vendidos. A série foi indicada ao Grande Prêmio de Manga em 2008. Em 2009, foi galardoado com o Grande Prêmio na divisão mangá da premiação Japan Media Arts Festival. Ganhou o 36º Prêmio de Mangá Kōdansha na categoria Geral em 2012. O primeiro volume foi avaliado por MangaCast em 2005. Esta avaliação elogiou Vinland Saga por suas sequências de ação fluida, observando como autor Yukimura fez uma boa transição para o gênero de ação após o término de seu trabalho anterior Planetes. A forma como é contada a história, uma realista ação bárbara, e ao detalhamento nos desenhos dos cenários do mangá foram elogiados e comparados com características encontradas também na série de Kentaro Miura, Berserk. Vinland Saga contém uma mistura de fatos históricos, e personagens inventados em seu elenco. Os personagens principais são de descendência dinamarquesa - viquingues que vieram à Inglaterra para ajudar na invasão do país organizada pelo rei Sweyn. A maioria são lutadores prodigiosos, e, embora nenhum deles sejam explicitamente sobre-humanos, críticos da série têm comentado que excedam os limites humanos quando entram em combate. A principal crítica do crítico foi que ele descobriu que teve de suspender sua descrença mais vezes do que teria gostado numa série de ficção histórica. Além, teme então que as próximas interrupções na serialização mensal seriam para retardar a produção em série "para um arrastamento".